# Шарль Люсьєн Бонапарт
Шарль Люсьєн Жуль Лоран Бонапарт, 2-й принц Каніно і Мусіньяно (фр. Charles Lucien Jules Laurent Bonaparte, 24 травня 1803 — 29 червня 1857) — французький натураліст і орнітолог, син Люсьєна Бонапарта і племінник імператора Наполеона Бонапарта. У Люсьєна та його дружини Зенаїди Летиції Юлії Бонапарт було дванадцятеро дітей, у тому числі майбутній кардинал Люсьєн Бонапарт.

## Життя і кар'єра
Бонапарт був сином Люсьєна Бонапарта та Александрини де Блешам. Люсьєн був молодшим братом Наполеона I, таким чином Шарль був племінником імператора. Народився в Парижі, виріс в Італії. 29 червня 1822 року він одружився зі своєю двоюрідною сестрою Зенаїдою в Брюсселі. Незабаром після одруження пара виїхала до Філадельфії в Сполучених Штатах, щоб жити з батьком Зенаїди, Жозефом Бонапартом (який також був дядьком Шарля по батьківській лінії). Перед від'їздом з Італії Шарль уже виявив нову для науки кропив'янку, очеретянку тонкодзьобу, а під час самої подорожі він зібрав зразки нового океанника. Після прибуття до Сполучених Штатів він представив статтю про цього нового птаха, якого пізніше назвали на честь Александра Вілсона.
Потім Бонапарт почав вивчати орнітологію Сполучених Штатів і оновлювати «Орнітологію або історію птахів Сполучених Штатів» Вілсона. Перероблене видання було опубліковане між 1825 і 1833 роками. Інші його публікації включали «Спостереження за номенклатурою орнітології Вілсона» (у Журналі Філадельфійської академії) та «Синопсис птахів Сполучених Штатів» (в Анналах Ліцею Нью-Йорка). У 1824 році Бонапарт намагався добитися, щоб тоді невідомого Джона Джеймса Одюбона було прийнято до Академії природничих наук, але проти цього був орнітолог Джордж Орд, якому не подобалися драматичні пташині пози Одюбона, якого він вважав «вискочкою з провінції, який романтизував свій предмет дослідження», згідно з публікацією в Audubon Galleries.
Наприкінці 1826 року Бонапарт із родиною повернувся до Європи. Він відвідав Німеччину, де познайомився з Філіпом Якобом Кречмаром, та Англію, де зустрівся з Джоном Едвардом Ґреєм у Британському музеї, а також відновив своє знайомство з Одюбоном. У 1828 році родина оселилася в Римі. В Італії він був ініціатором кількох наукових конгресів, читав лекції та багато писав про американську та європейську орнітологію та інші галузі природної історії. Між 1832 і 1841 роками Бонапарт опублікував свою роботу про тварин Італії «Iconografia della Fauna Italica». Він також опублікував працю «Specchio Comparativo delle Ornithologie di Roma e di Filadelfia» (Піза, 1827), в якій порівнював птахів на широті Філадельфії з італійськими видами. Він створив рід зенаїда, на честь своєї дружини, в якому була зенаїда північна та близькі види. У 1845 році він був обраний членом Американського товариства антикварів.
У 1840 році він став принцом Каніно і Мусіньяно після смерті свого батька і став брати участь у політиці, зокрема в антиавстрійській партії, до якої він приєднався в 1848 році. Однак він не втратив інтересу до своїх улюблених досліджень, оскільки організував і провадив кілька наукових конгресів в Італії.
У 1849 році він був обраний до Римської асамблеї і брав участь у створенні Римської республіки. За словами Джаспера Рідлі, коли Асамблея зібралася вперше: "Коли було названо ім'я Шарля Бонапарта, який був членом Вітербо, він відповів на перекличку, вигукнувши "Хай живе Республіка! " (Viva la Repubblica!). Брав участь в обороні Рима проти 40-тисячного французького війська, надісланого його двоюрідним братом Луї Наполеоном. Він залишив Рим після поразки республіканської армії в липні 1849 року. Він приплив до Марселя, але Луї Наполеон наказав йому залишити країну. Наступного року він своєрідно підтвердив свої політичні переконання, увічнивши в латинській назві дивоптаха-білозора синьоголового (Cicinnurus respublica) республіканську ідею.
Він відвідав Велику Британію, взявши участь у засіданні Британської асоціації в Бірмінгемі . Потім він відвідав сера Вільяма Джардіна на півдні Шотландії. Відтак Чарльз почав працювати над підготовкою методичної класифікації всіх птахів світу, відвідуючи музеї по всій Європі для вивчення колекцій. У 1850 році йому дозволили повернутися до Франції, і він зробив Париж своїм домом на все наступне життя. У 1854 році він став директором ботсаду Jardin des Plantes. У 1855 році він став закордонним членом Шведської королівської академії наук. Він опублікував перший том свого Conspectus Generum Avium перед своєю смертю, а другий том уже був відредагований Германом Шлегелем посмертно.
Бонапарт також досліджував амфібій і рептилій і є автором гадюки урсинії, загально відомої як гадюка Орсіні.
Бонапарт був надзвичайно плідним і створив латинські назви для великої кількості видів птахів. Станом на серпень 2019 року в онлайн-списку птахів, який ведуть Френк Гілл і Девід Донскер від імені Міжнародного орнітологічного комітету (МОК), Бонапарт зараховується як автор 165 родів, 203 видів і 262 підвидів.
Люсьєн Шарль Бонапарт помер у Парижі у віці 54 років.
У фільмі Луїджі Маньї «В ім'я суверенного народу» (1990) Бонапарта грає Карло Крокколо.

## Почесті
- 1823: член Американського філософського товариства у Філадельфії.[11]
- 1845 : член Королівської академії наук, літератури та образотворчого мистецтва Бельгії.

## Сім'я
Принц Шарль і принцеса Зенаїда Летиція Юлія Бонапарт мали дванадцятеро дітей:
| Ім'я                                                                                 | Дата народження     | Дата смерті                         |
| ------------------------------------------------------------------------------------ | ------------------- | ----------------------------------- |
| Жозеф Люсьєн Шарль Наполеон Бонапарт, 3-й принц Каніно і Мусіньяно                   | 13 лютого 1824 р    | 2 вересня 1865 (у віці 41 рік)      |
| Александрина Ґертруда Зенаїда Бонапарт                                               | 9 червня 1826 р     | Травень 1828 (2 роки)               |
| Люсьєн Луї Жозеф Наполеон Бонапарт, 4-й принц Каніно і Мусіньяно, а пізніше кардинал | 15 листопада 1828 р | 19 листопада 1895 (у віці 67 років) |
| Джулі Шарлотта Бонапарт                                                              | 5 червня 1830 р     | 28 жовтня 1900 (у віці 70 років)    |
| Шарлотта Онорін Жозефіна Поліна Бонапарт                                             | 4 березня 1832 р    | 1 жовтня 1901 (у віці 69 років)     |
| Леоні Стефані Еліз Бонапарт                                                          | 18 вересня 1833 р   | 14 вересня 1839 (у віці 5 років)    |
| Марі Дезіре Ежені Жозефін Філомен Бонапарт                                           | 18 березня 1835 р   | 28 серпня 1890 (у віці 55 років)    |
| Августа Амелі Максимільєн Жаклін Бонапарт (дружина сина Шарлотти Бонапарт Ґабріеллі) | 9 листопада 1836 р  | 29 березня 1900 (у віці 63 роки)    |
| Наполеон Шарль Ґреґуар Жак Філіп Бонапарт, 5-й принц Каніно і Мусіньяно              | 5 лютого 1839 р     | 11 лютого 1899 (у віці 60 років)    |
| Батільда Алоїза Леоні Бонапарт                                                       | 26 листопада 1840 р | 9 червня 1861 (у віці 20 років)     |
| Альбертина Марія Тереза Бонапарт                                                     | 12 березня 1842 р   | 3 червня 1842 (у віці 0 років)      |
| Шарль Альбер Бонапарт                                                                | 22 березня 1843 р   | 6 грудня 1847 (у віці 4 роки)       |

## Праці
- - American Ornithology, or, The Natural History of Birds Inhabiting the United States, not given by Wilson (4 vols., Philadelphia, 1825—1833). This work contains more than 100 new species discovered by Bonaparte.
  - Conspectus Generum Avium (Leyden, 1850)
  - Revue critique de l'ornithologie Européenne (Brussels, 1850)
  - Monographie des loxiens (Leyden, 1850) in collaboration with H. Schlegel
  - Catalogue des oiseaux d'Europe (Paris, 1856)
  - Memoirs (New York, 1836)

Спільно з М. де Пуансе він також підготував описовий каталог голубів і одного з папуг, які були опубліковані після його смерті. Серед його опублікованих робіт є:
- - «Observations on the Nomenclature of Wilson's ‘Ornithology,’» Journal of the Academy of Philadelphia
  - "Synopsis of the Birds of the United States, " Annals of the Lyceum of New York
  - "Catalogue of the Birds of the United States, " Contributions of the Maclurian Lyceum of Philadelphia

Він опублікував чирсленні наукові статті на орнітологічні теми в болонському журналі Nuovi annali delle scienze naturali, як Карло Лучано Бонапарте.

## Спадщина
На його честь названо кілька птахів:
- Мартин Бонапарта — Chroicocephalus philadelphia
- Дрімлюга Бонапарта — Caprimulgus concretus
- Папуга Бонапарта — Pyrrhura lucianii
- Тинаму бурий Nothocercus bonapartei
- Наполеонівський вугор Ophichthus bonaparti, пурпуровосмугий зміїний вугор, також названі на його честь[13].

## Подальше читання
- Thomas, Phillip Drennon (2002). The emperor of nature: Charles-Lucien Bonaparte and his world. [Review of: Stroud, P.T. The emperor of nature: Charles-Lucien Bonaparte and his world. Philadelphia: University of Pennsylvania Press, 2000]. Journal of American History. 88 (4): 1517. doi:10.2307/2700642. JSTOR 2700642.
- Stroud, Patricia Tyson (2000). The Emperor of Nature: Charles-Lucien Bonaparte and His World. Philadelphia: University of Pennsylvania Press. ISBN 978-0-8122-3546-3.
- Mearns, Barbara and Richard — Biographies for Birdwatchers ISBN 0-12-487422-3
- Catholic Encyclopedia (англ.). New York: Robert Appleton Company. 1913. {{cite encyclopedia}}: Пропущений або порожній |title= (довідка)